# Chuỗi giá trị
Chuỗi giá trị (tiếng Anh: Value chain), cũng được biết đến như là chuỗi giá trị phân tích, là một khái niệm từ quản lý kinh doanh đầu tiên đã được mô tả và phổ cập bởi Michael Porter vào năm 1985 trong cuốn sách best-seller của ông có tựa đề: Competitive Advantage: Creating and Sustaining Superior Performance (Tạm dịch: Lợi thế Cạnh tranh: Tạo và duy trì có hiệu suất ở mức cao).
Chuỗi giá trị là chuỗi của các hoạt động. Sản phẩm đi qua tất cả các hoạt động của các chuỗi theo thứ tự và tại mỗi hoạt động sản phẩm thu được một số giá trị nào đó. Chuỗi các hoạt động cung cấp cho các sản phẩm nhiều giá trị gia tăng hơn tổng giá trị gia tăng của tất cả các hoạt động cộng lại. Điều quan trọng là không để pha trộn các khái niệm của chuỗi giá trị với các chi phí xảy ra trong suốt các hoạt động. Việc cắt kim cương có thể được dùng làm ví dụ cho sự khác nhau này. Việc cắt có thể chỉ tốn một chi phí thấp, nhưng việc đó thêm vào nhiều giá trị cho sản phẩm cuối cùng, vì một viên kim cương thô thì rẻ hơn rất nhiều so với một viên kim cương đã được cắt.
Trong chuỗi giá trị categorizes chung chung giá trị tăng thêm các hoạt động của một tổ chức. "các hoạt động chính" bao gồm: Inbound hậu, hoạt động (sản xuất), các hậu, tiếp thị và bán hàng (nhu cầu), và các dịch vụ (bảo trì). "hỗ trợ các hoạt động" bao gồm: quản lý hành chính, cơ sở hạ tầng, quản lý nguồn nhân lực, công nghệ thông tin, và mua.
Các chi phí và giá trị trình điều khiển được xác định giá trị cho mỗi hoạt động. Trong khuôn khổ chuỗi giá trị của nó được thực hiện một cách nhanh chóng nhất để quản lý kinh tế Trung Quốc suy nghĩ như là một công cụ phân tích mạnh mẽ cho quy hoạch chiến lược. Mục đích của nó là để tối đa hóa giá trị sáng tạo trong khi giảm thiểu chi phí.
Các khái niệm đã được mở rộng ngoài tổ chức, cá nhân. Nó có thể áp dụng cho toàn bộ dây chuyền cung cấp và mạng lưới phân phối. Việc phân phối của một kết hợp của các sản phẩm và dịch vụ cho khách hàng cuối cùng sẽ huy động các yếu tố kinh tế khác nhau, mỗi quản lý chuỗi giá trị riêng của mình. Các ngành công nghiệp rộng tương tác đồng bộ của những người địa phương, tạo ra một chuỗi giá trị mở rộng chuỗi giá trị, đôi khi trong phạm vi toàn cầu.
Porter thuật ngữ này với nhau có hệ thống lớn hơn của chuỗi giá trị là "giá trị hệ thống." Một giá trị bao gồm hệ thống các chuỗi giá trị của một công ty của nhà cung cấp (và tất cả các nhà cung cấp của họ trở lại con đường), các công ty mình, các công ty phân phối các kênh, các công ty và người mua (presumably và mở rộng để người mua sản phẩm của mình, và do đó trên).
Đạt được các giá trị được tạo ra dọc theo chuỗi là cách tiếp cận mới đưa quản lý bởi nhiều nhà chiến lược. Ví dụ, một nhà sản xuất có thể yêu cầu các nhà cung cấp phần để được nằm gần các hội đồng cây trồng để giảm thiểu chi phí giao thông vận tải. Bởi khai thác các thông tin upstream và downstream chảy dọc theo chuỗi giá trị, các doanh nghiệp có thể thử để bỏ qua sự trung gian mới tạo ra các mô hình kinh doanh, hoặc trong những cách khác cải tiến tạo ra được giá trị của nó trong hệ thống.
The Supply-Chain Council, một tổ hợp thương mại toàn cầu hoạt động với hơn 700 công ty thành viên, chính phủ, học tập, tư vấn và các nhóm tham gia trong 10 năm qua, quản lý de facto phổ tham khảo mô hình cho The Supply-Chain Council bao gồm cả kế hoạch, ứng, sản xuất, đơn hàng Quản lý, nhập khẩu, trả lại, và bán lẻ; Sản phẩm và Dịch vụ Thiết kế Thiết kế bao gồm cả kế hoạch, nghiên cứu, Prototyping, hội nhập, động và xem lại, bao gồm cả CRM và Bán hàng, Dịch vụ Hỗ trợ, Bán hàng, hợp đồng và quản lý và đó cũng là congruent Porter vào khuôn khổ.
The "SCOR" khuôn khổ đã được áp dụng bởi hàng trăm công ty cũng như các tổ chức quốc gia như là một tiêu chuẩn cho các doanh nghiệp xuất sắc, và Hoa Kỳ đã thông qua DOD mới được đưa ra-"DCOR" khuôn khổ cho các sản phẩm thiết kế như là một tiêu chuẩn để sử dụng cho quản lý của họ phát triển quy trình. Ngoài ra để xử lý các yếu tố, những khung tham chiếu cũng duy trì một rộng lớn đạt tiêu chuẩn cơ sở dữ liệu của xử lý số liệu sắp tới mô hình Porter, cũng như một rộng lớn và không ngừng nghiên cứu cơ sở dữ liệu của prescriptive phổ thực hành tốt nhất cho quá trình thực hiện.

## Mô hình Tham khảo Giá trị
Một Mô hình Tham chiếu Giá trị (Value Reference Model (VRM)) được triển khai toàn cầu để gia tăng ích lợi cho Nhóm chuỗi giá trị (Value Chain Group) cung cấp một mã nguồn mở cho quản lý thống nhất chuỗi giá trị, gồm một tham chiếu trong khuôn khổ đại diện cho vùng phát triển sản phẩm, mối quan hệ khách hàng và mạng lưới cung ứng.
Tích hợp trong quá trình khung hướng dẫn các mẫu, thiết kế, đo lường và hiệu quả hoạt động sản xuất, kinh doanh bằng cách độc đáo, gồm những kế hoạch, tiện ích và thực hiện yêu cầu đối với việc thiết kế, sản phẩm, khách hàng và các khía cạnh của kinh doanh.
Sáu chức năng kinh doanh của chuỗi giá trị gia tăng:
- Nghiên cứu và Phát triển
- Thiết kế sản phẩm, dịch vụ, quy trình hay
- Sản xuất
- Nghiên cứu tiếp thị & bán hàng (Marketing & Sales)
- Phân phối
- Dịch vụ khách hàng